# Qaher-313
Qaher-313 (persisk: قاهر-۳۱۳) er et iransk femtegenerations-stealth-kampfly.